# Pfarrkirche Schönering

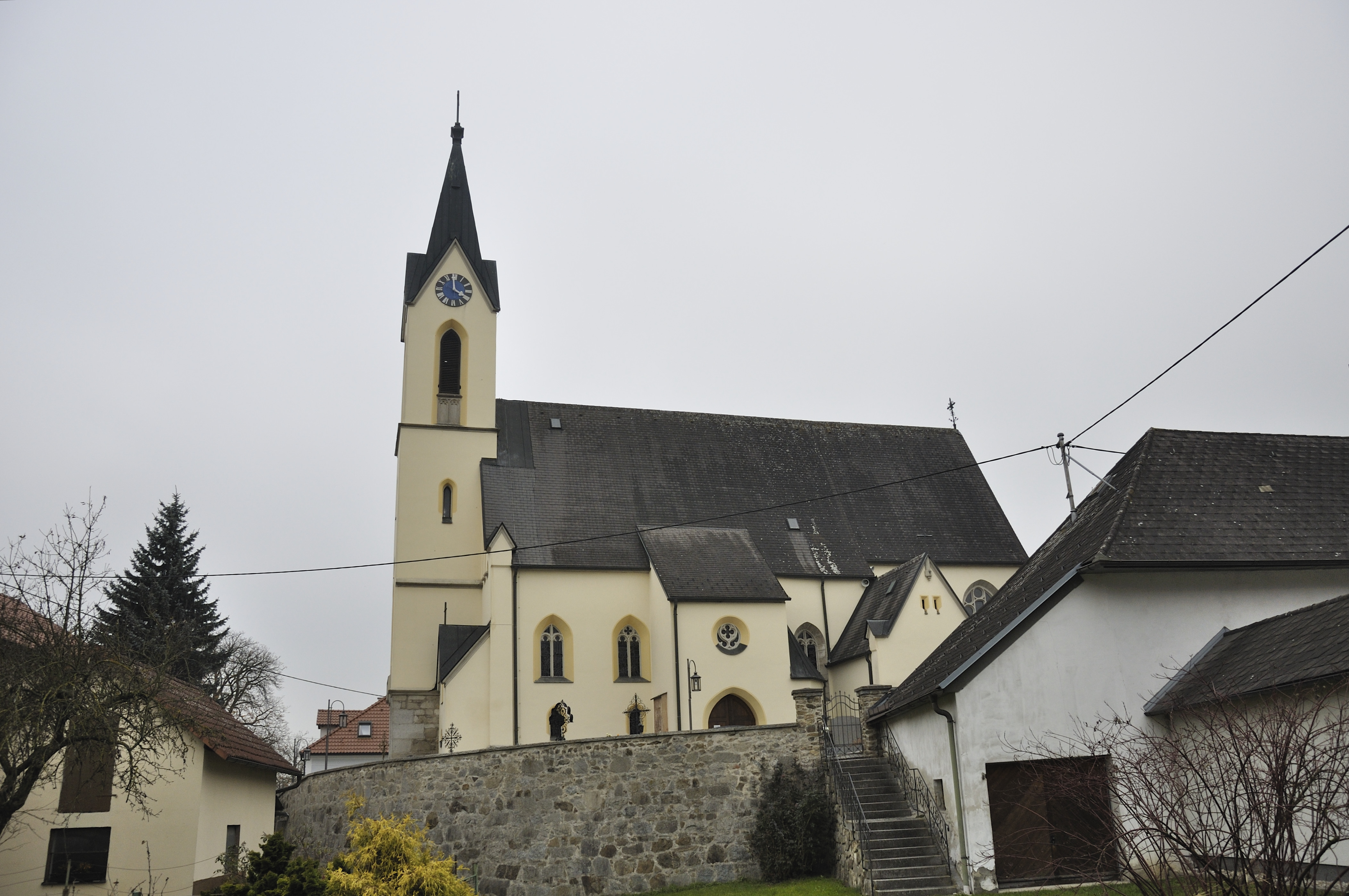
Katholische Pfarrkirche hl. Stephan in Schönering

Die römisch-katholische Pfarrkirche Schönering mit dem Patrozinium hl. Stephanus steht im Ort Schönering in der Marktgemeinde Wilhering im Bezirk Linz-Land in Oberösterreich. Seit dem 1. Jänner 2023 gehört Schönering als eine von 10 Pfarrteilgemeinden zur Pfarre Eferdinger Land der Diözese Linz. Die Kirche und der Friedhof stehen unter Denkmalschutz.

## Geschichte
Eine Kirche wurde 833 urkundlich genannt. Die spätgotische Kirche wurde ab 1456 erbaut und nach Fertigstellung am 22. Juli 1506 durch Bischof Bernhard von Passau (?!) geweiht.

## Architektur
Der spätgotische netzrippengewölbte Kirchenbau hat ein einschiffiges dreijochiges Langhaus und einen eingezogenen zweijochigen Chor mit einem Fünfachtelschluss.

## Einrichtung
Die Einrichtung ist neugotisch.
Die zwei neugotischen Seitenaltäre zeigen sich im Nazarenerstil. Der linke Seitenaltar zeigt die hl. Maria mit einem Kranz von zwölf Sternen, begleitet von zwei Engeln; die Sterne symbolisieren die zwölf Apostel. Der rechte Seitenaltar zeigt die Heilige Familie und trägt einen Tabernakel.
Die Turmuhr entstand um 1640. Das älteste und kleinste Züg- und Sterbeglöcklein entstand 1772, die größte Glocke ist von 1776. Im Jahr 1953 goss die Glockengießerei St. Florian zwei weitere Glocken, eine Dreifaltigkeitsglocke und eine Marienglocke.

## Grabdenkmäler
Außen
- An der südlichen Außenwand der Kirche befinden sich Grabplatten von ehemaligen Pfarrern.